# Figging

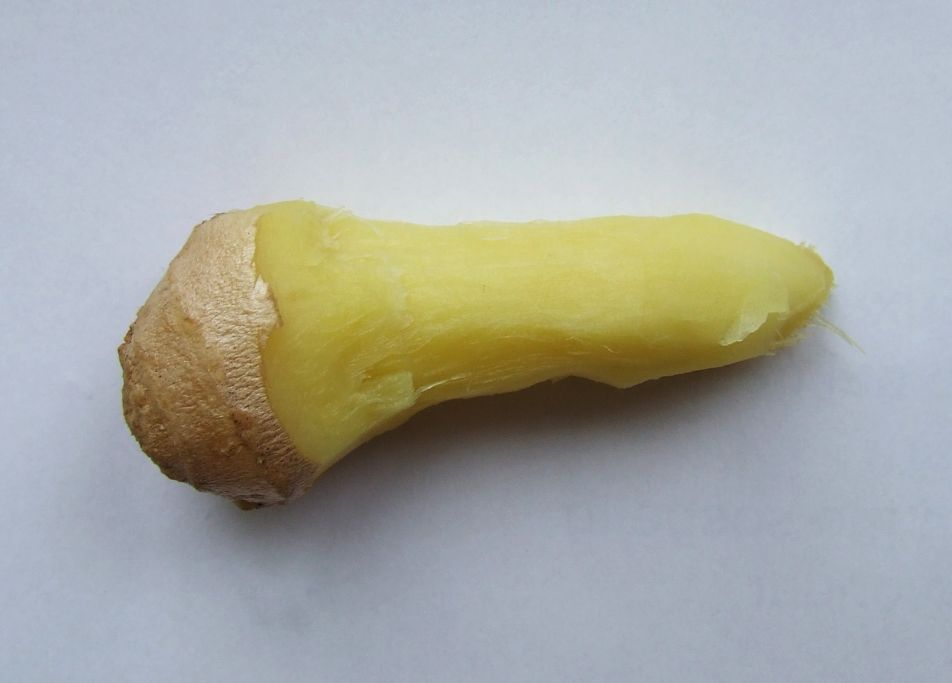
Dedo descascado de raiz de gengibre

Figging é a prática de inserir um pedaço de raiz de Gengibre descascado no Ânus humano com o objetivo de gerar uma sensação aguda de queimação. Historicamente, esse método era utilizado como punição, mas desde então foi adotado como prática do BDSM. O termo "figging" deriva da palavra do século XIX "feaguing".

## História
Uma forma semelhante de punição física foi empregada pela primeira vez como disciplina contra escravos na Grécia Antiga, denominada Rafanidose. O detento era contido em graus variados, de modo a restringir a mobilidade enquanto a sensação evoluía de desconforto a extremo.

## Método
O gengibre, que é descascado e frequentemente esculpido na forma de um plugue anal, provoca uma sensação intensa de queimação. O efeito demora a começar, após o qual se intensifica gradativamente e dura cerca de vinte minutos antes de diminuir rapidamente. O gengibre, após o uso, pode ser descascado novamente e reaplicado para estender a experiência, ou pode-se usar gengibre fresco; cada aplicação de raiz de Gengibre renova a duração das sensações no sujeito.[carece de fontes?]
Se a pessoa submetida ao figging contrair os músculos do ânus, a sensação torna-se ainda mais intensa. Por essa razão, às vezes é utilizado na aplicação de Flagelação para penalizar o ato de contrair as nádegas. O sujeito deve escolher entre contrair as nádegas, com a consequência de aumento da sensação de queimação, ou relaxá-las e receber todo o impacto do golpe.